# John Sessions Stadium
 (avril 2025).
Si vous disposez d'ouvrages ou d'articles de référence ou si vous connaissez des sites web de qualité traitant du thème abordé ici, merci de compléter l'article en donnant les références utiles à sa vérifiabilité et en les liant à la section « Notes et références ».
Le John Sessions Stadium est un stade de baseball de l'université de Jacksonville, à Jacksonville, en Floride.